# Эванс, Марк (гребец)
Маркус «Марк» Эванс (англ. Marcus «Mark» Evans; род. 16 августа 1957, Торонто, Онтарио, Канада) — канадский спортсмен, золотой медалист по гребле на Олимпийских играх 1984 года.

## Биография
Маркус Эванс родился 16 августа 1957 года в Торонто (провинция Онтарио, Канада). У Марка есть брат-близнец Майкл, родившийся с ним в один день. Президент Торонтского университета Джон Роберт Эванс и его жена Гэй Гласско вырастили шестеро детей — Дерек, Джилл, Уилла, Тим, включая Марка и Майкла.
Марк вместе с Майклом окончил колледж Верхней Канады, а затем учился в Университетском колледже Оксфорда.
Вместе с братом принимал участие в соревнованиях на лодках-двойках на чемпионате мира в 1981 и 1983 годах, где они заняли шестое и пятое места соответственно. В 1983 и 1984 годах Марк и Майкл вошли в команду Оксфорда, победившую Кембридж в «лодочной гонке».
В 1984 году выиграл золотую медаль в соревнованиях по академической гребле на летних Олимпийских играх 1984 года в Лос-Анджелесе, в составе команды из восьми человек, в числе которых был его брат Майкл. Завоевав первое для Канады олимпийское золото в гребле на лодках-восьмёрках, они прошли дистанцию в 2000 метров за 5 минут 41,32 секунды, опередив команду США на 0,4 секунды.
За свои олимпийские заслуги Эванс стал членом Зала спортивной славы Британской Колумбии (1985) и Зала олимпийской славы Канады (2003).